# Nuria C. Botey
Nuria C. Botey (Madrid, 8 de marzo de 1977), nacida Nuria Calderón, es una escritora de fantasía, ciencia ficción y terror española.

## Trayectoria
Doctora en Psicología social por la Universidad Complutense de Madrid, ha trabajado como profesora de estudios universitarios de Psicología. Botey ha sido miembro de la Tertulia Madrileña de Literatura Fantástica (TerMa), de la Asociación Española de Escritores de Terror (Nocte) y del grupo literario La Hermandad Poe, coordinado por el poeta Fernando López Guisado. Ha escrito también literatura infantil y novela erótica de temática LGBT, con el pseudónimo Pablo Castro.

## Obra
Botey ha colaborado en más de una veintena de obras colectivas como en el Visiones de 2005, antología auspiciada por la AEFCFT, Artifex o Axxón, las antologías de terror Paura, La sangre es vida (2010), Taberna Espectral (2011), Legendarium (2012), o Anatomías Secretas (2013). Es autora del libro de microrrelatos Circo de Pulgas (2011) publicado más tarde como Mosquitos en tu alcoba (2014) y de la antología de relatos Vosotros justificáis mi existencia (2012), más tarde Nunca beses a un extraño (2016), por la que recibió en 2013 el Premio Nocte. En el año 2017 publicó la novela Plata pura, un lobo hombre en Madrid.
También participó en la antología de relatos infantiles Los terroríficos cuentos de Raxnarín, una iniciativa solidaria para apoyar proyectos de integración de menores afectados de espina bífida. Su cuento "La evolución de la especies" ha sido traducido al francés en la antología Monstres! por Marie-Anne Cleden. Como Pablo Castro ha publicado dos novelas eróticas: Los chicos de la Costa Azul (2007) y Hollywood Life (2008).

## Premios y reconocimientos
En 1993, con 16 años, Botey obtuvo su primer galardón: el I Premio Los Nuevos de Alfaguara con su relato Una auténtica pena. Además, fue la primera mujer en ganar el Premio Pablo Rido de relato corto fantástico (2003) con la obra Dancing with an Angel. Al año siguiente, obtuvo el XVII Premio Clarín de Cuentos con el relato Vosotros justificáis mi existencia, incluido en la recopilación del mismo nombre que ganó el Premio Nocte 2013 a la Mejor Antología Nacional de Relatos.
En 2014, fue premiada por la revista Ultratumba como mejor relato aparecido en la antología Anatomías Secretas. Por Suburbano obtuvo el cuarto premio en el IV Premio de Relato Breve Solidaridad Obrera "Un metro de 350 palabras" (2006), en el que obtuvo también el segundo premio por Taquilleras en su VI edición en 2008.